# Peter Leo Ireton
Peter Leo Ireton (* 21. September 1882 in Baltimore, USA; † 27. April 1958 in Georgetown) war Bischof von Richmond.

## Leben
Peter Leo Ireton studierte Philosophie und Katholische Theologie am St. Charles College in Catonsville und am St. Mary’s Seminary in Baltimore. Er empfing am 29. Juni 1906 durch den Erzbischof von Baltimore, James Gibbons, das Sakrament der Priesterweihe.
Anschließend wurde Ireton Kurat an der St. Gregory’s Church. 1926 wurde er Pfarrer der Pfarrei St. Ann in Baltimore. Ihm wurde 1929 der Ehrentitel eines Päpstlichen Hausprälaten verliehen.
Am 3. August 1935 ernannte ihn Papst Pius XI. zum Titularbischof von Cyme und bestellte ihn zum Koadjutorbischof von Richmond. Der Erzbischof von Baltimore, Michael Joseph Curley, spendete ihm am 23. Oktober desselben Jahres die Bischofsweihe; Mitkonsekratoren waren der Bischof von Scranton, Thomas Charles O’Reilly, und der Bischof von Omaha, James Hugh Ryan. Die Amtseinführung erfolgte am 6. November 1935.
Peter Leo Ireton wurde am 14. April 1945 in Nachfolge des zurückgetretenen Andrew James Louis Brennan Bischof von Richmond. 1956 wurde Ireton Päpstlicher Thronassistent.
Die Bishop Ireton High School in Alexandria wurde nach ihm benannt.